# Tears of Pearls
"Tears of Pearls" foi o quinto single internacional do álbum de estreia da banda australiana Savage Garden.

## Lançamento
O single foi lançado em 1999 somente em algumas partes da Europa e atingiu o Top 40 na Suécia. A música também consta como b-side na versão americana do single de "I Want You", lançado em 1997.
O videoclipe foi dirigido por Adolf Doring, que produziu todos os outros clipes internacionais da banda após "I Want You". Ele mescla cenas de apresentações da turnê The Future of Earthly Delites com imagens de bastidores.

## CD Single
Europeu
1. "Tears of Pearls"
2. "Love Can Move You"

## Paradas
| Chart                | Posição |
| -------------------- | ------- |
| Suécia Singles Chart | 32      |
| Holanda Top 100      | 87      |